# Терехов, Николай Петрович
Николай Петрович Терехов (1897, Сумы, Харьковская губерния, Российская империя — неизвестно) — советский государственный деятель. Нарком местной промышленности Казахской ССР.

## Биография
Николай Петрович Терехов родился в 1897 году в городе Сумы Харьковской губернии в семье рабочего. По национальности русский.

### Революционная деятельность
В 1905–1917 годах работал на различных должностях: был подсобным рабочим на рафинадном заводе, токарем в ремонтной мастерской в Сумах и молотобойцем кузницы в Воронеже. В этот период стал агитатором партии большевиков в Сумах.
С началом революционных событий, в 1917–1920 годах занимал различные должности в органах советской власти и Красной армии, включая члена ревкома, помощника начальника штаба Красной армии и комиссара продовольствия. Участвовал в организации комитетов бедноты и был комиссаром штаба повстанческих войск Сумского уезда.

### Трудовая деятельность
В 1920–1926 годах служил в РККА, а затем продолжил карьеру в народном хозяйстве.
В 1926–1927 годах был управляющим Луганской областной конторой, затем в 1927–1929 годах — заместителем управляющего краевой конторой Укрмясотреста в Ростове-на-Дону.
В 1929–1930 годах занимал должность уполномоченного республиканской конторы «Укрмясо» в Москве, а с 1930 по 1931 год — заместителя управляющего краевой конторы «Союзмясо» в Ростове-на-Дону.
В 1931–1934 годах — управляющий Восточно-Сибирским трестом «Главмясо» и заместитель уполномоченного Наркомата снабжения СССР по Восточно-Сибирскому краю в Иркутске.
В 1934–1935 годах был начальником Центральной конторы «Скотоимпорт» в Москве.
В 1935–1938 годах Терехов возглавлял Казахскую республиканскую контору «Заготскот».
С февраля по июнь 1938 года занимал должность наркома местной промышленности Казахской ССР .

### Репрессии и реабилитация
29 июня 1938 года Николай Терехов был арестован органами НКВД Казахской ССР по обвинению в политических преступлениях. Однако 3 июня 1939 года он был освобождён, и дело было прекращено за недоказанностью состава преступления. 
В апреле 1958 года Терехов был полностью реабилитирован .

### Награды
Орден «Знак Почёта» (1936).